# Agustín Canobbio
Augustín Canobbio Graviz (Montevideo, 1º ottobre 1998) è un calciatore uruguaiano, attaccante del Fluminense e della nazionale uruguaiana.

## Biografia
Canobbio è nato il 1º ottobre 1998 e cresciuto nella capitale Montevideo, figlio dell'ex calciatore professionista Osvaldo Canobbio e di Verónica Graviz. Attraverso suo padre, Canobbio ha discendenza italiana e possiede un passaporto italiano.

## Carriera

### Club
Canobbio è un prodotto del settore giovanile del Centro Atlético Fénix. Ha debuttato da professionista per il club il 30 agosto 2016, in una sconfitta per 1–0 in campionato contro il Club Atlético Cerro.
Dopo la sua straordinaria performance con la nazionale maschile, Canobbio è entrato a far parte del Peñarol nel 2018, giocando un totale di 66 partite tra competizioni nazionali e internazionali, vincendo la Supercopa Uruguaya e la Primera División uruguaiana di quell'anno. Nel 2019, il club ha deciso di rinnovargli il contratto, ma dopo prestazioni altalenanti, il suo contratto non è stato rinnovato per il 2020.
Nel 2021, dopo un'altra parentesi al Fénix, Canobbio è tornato al Peñarol, dove ha avuto un ruolo chiave nella Copa Sudamericana. Questo gli ha garantito il rinnovo del contratto per la stagione 2022.
Nel marzo 2022, Canobbio ha firmato un contratto quinquennale con l'Athletico Paranaense. L'accordo, negoziato dai suoi rappresentanti, è stato finalizzato per 3.200.000 dollari, circa 2 milioni di euro.

### Nazionale
Canobbio è un ex giocatore della nazionale giovanile. Ha fatto parte della squadra under 20 che ha vinto il Campionato sudamericano Under-20 e ha raggiunto le semifinali della Campionato mondiale di calcio Under-20 di 2017.
Il 7 gennaio 2022, Canobbio è stato incluso nella lista preliminare di 50 giocatori dell'Uruguay per le partite di qualificazione alla Coppa del Mondo FIFA contro il Paraguay e il Venezuela. Tuttavia, alcune settimane dopo, dopo che Lucas Torreira e Diego Rossi erano risultati positivi al COVID-19, Canobbio è stato convocato per coprire le loro assenze; ha fatto il suo debutto con la squadra senior il 27 gennaio 2022 in una vittoria per 1–0 contro il Paraguay. È stato successivamente incluso nella rosa finale per la Coppa del Mondo FIFA 2022 e la Copa América 2024, in quest'ultima competizione, conquistando il terzo posto sotto la guida di Marcelo Bielsa. Il 12 settembre 2023 realizza il suo primo gol per l'Uruguay nella sconfitta per 2-1 in casa dell'Ecuador.

## Statistiche

### Cronologia presenze e reti in nazionale
| Cronologia completa delle presenze e delle reti in nazionale ― Uruguay | Cronologia completa delle presenze e delle reti in nazionale ― Uruguay | Cronologia completa delle presenze e delle reti in nazionale ― Uruguay | Cronologia completa delle presenze e delle reti in nazionale ― Uruguay | Cronologia completa delle presenze e delle reti in nazionale ― Uruguay | Cronologia completa delle presenze e delle reti in nazionale ― Uruguay | Cronologia completa delle presenze e delle reti in nazionale ― Uruguay | Cronologia completa delle presenze e delle reti in nazionale ― Uruguay |
| Data                                                                   | Città                                                                  | In casa                                                                | Risultato                                                              | Ospiti                                                                 | Competizione                                                           | Reti                                                                   | Note                                                                   |
| ---------------------------------------------------------------------- | ---------------------------------------------------------------------- | ---------------------------------------------------------------------- | ---------------------------------------------------------------------- | ---------------------------------------------------------------------- | ---------------------------------------------------------------------- | ---------------------------------------------------------------------- | ---------------------------------------------------------------------- |
| 27-1-2022                                                              | Asunción                                                               | Paraguay                                                               | 0 – 1                                                                  | Uruguay                                                                | Qual. Mondiali 2022                                                    | -                                                                      | 70’                                                                    |
| 1-2-2022                                                               | Montevideo                                                             | Uruguay                                                                | 4 – 1                                                                  | Venezuela                                                              | Qual. Mondiali 2022                                                    | -                                                                      | 67’                                                                    |
| 27-9-2022                                                              | Bratislava                                                             | Canada                                                                 | 0 – 2                                                                  | Uruguay                                                                | Qual. Mondiali 2022                                                    | -                                                                      | 73’                                                                    |
| 2-12-2022                                                              | Al Wakrah                                                              | Ghana                                                                  | 0 – 2                                                                  | Uruguay                                                                | Mondiali 2022 - 1º turno                                               | -                                                                      | 80’                                                                    |
| 24-3-2023                                                              | Tokyo                                                                  | Giappone                                                               | 1 – 1                                                                  | Uruguay                                                                | Amichevole                                                             | -                                                                      | 68’                                                                    |
| 28-3-2023                                                              | Seul                                                                   | Corea del Sud                                                          | 1 – 2                                                                  | Uruguay                                                                | Amichevole                                                             | -                                                                      | 61’                                                                    |
| 20-6-2023                                                              | Montevideo                                                             | Uruguay                                                                | 2 – 0                                                                  | Cuba                                                                   | Amichevole                                                             | -                                                                      | 66’                                                                    |
| 12-9-2023                                                              | Quito                                                                  | Ecuador                                                                | 2 – 1                                                                  | Uruguay                                                                | Qual. Mondiali 2026                                                    | 1                                                                      | 70’                                                                    |
| 16-11-2023                                                             | Buenos Aires                                                           | Argentina                                                              | 0 – 2                                                                  | Uruguay                                                                | Qual. Mondiali 2026                                                    | -                                                                      | 88’                                                                    |
| 21-11-2023                                                             | Montevideo                                                             | Uruguay                                                                | 3 – 0                                                                  | Bolivia                                                                | Qual. Mondiali 2026                                                    | -                                                                      | 87’                                                                    |
| 26-3-2024                                                              | Lens                                                                   | Costa d'Avorio                                                         | 2 – 1                                                                  | Uruguay                                                                | Amichevole                                                             | -                                                                      | 46’                                                                    |
| 10-7-2024                                                              | Charlotte                                                              | Uruguay                                                                | 0 – 1                                                                  | Colombia                                                               | Coppa America 2024 - Semifinale                                        | -                                                                      | 90’                                                                    |
| Totale                                                                 |                                                                        | Presenze                                                               | 12                                                                     |                                                                        | Reti                                                                   | 1                                                                      |                                                                        |

## Palmarès

### Club

#### Competizioni nazionali
- Campionato uruguaiano: 2

Peñarol: 2018, 2021
- Supercopa Uruguaya: 2

Peñarol: 2018, 2022

### Nazionale
- Campionato sudamericano Under-20: 1

Ecuador 2017